# Robert Clicquot
Pour les articles homonymes, voir Clicquot.
Robert Clicquot (né en 1645 à Reims et mort le 21 juillet 1719 à Paris) est un facteur d'orgue. 

## Biographie
Son beau-frère, Étienne Enocq, l’initié à l'orgue et l'emmène à Paris.
Il obtient bientôt le privilège d'être appelé « facteur d'orgue royal » et est considéré comme le plus important facteur d'orgue français de 1700 à 1720. Son petit-fils  François-Henri Clicquot est également facteur d'orgue.

## Réalisations
| Année | Lieu                  | Église                            | Photo | Clavier | Registre | Remarques                                                                               |
| ----- | --------------------- | --------------------------------- | ----- | ------- | -------- | --------------------------------------------------------------------------------------- |
| 1682  | Soissons              | Abbaye Saint-Jean-des-Vignes      |       |         |          | Orgue disparu à la Révolution française                                                 |
| 1692  | Rouen                 | Cathédrale Notre-Dame de Rouen    |       |         |          |                                                                                         |
| 1703  | Saint-Quentin         | Basilique Saint-Quentin           |       |         |          | Classé MH (1969)                                                                        |
| 1704  | Blois                 | Cathédrale Saint-Louis de Blois   |       |         |          | Orgue remplacé par Joseph Merklin dans les années 1880, seul le buffet est de Clicquot. |
| 1711  | Versailles            | Chapelle du château de Versailles |       | IV/P    | 34       |                                                                                         |
| 1714  | Laon                  | Cathédrale Notre-Dame de Laon     |       |         |          |                                                                                         |
| 1715  | Saint-Germain-en-Laye |                                   |       |         |          |                                                                                         |

## Sources
- Roland Galther : Cliquot (Clicquot). In : Douglas E. Bush, Richard Kassel (Hrsg.) : The Organ. An Encyclopedia. Routledge, New York, Londres 2006,  (ISBN 0-415-94174-1).
- Hans Steinhaus und Pierre Hardouin : Clicquot, Familie. In : Musik in Geschichte und Gegenwart 2. Personenteil, volume 4, Bärenreiter/Metzler, Kassel/Stuttgart 2000, 1270 f..